# Kashima Soccer Stadium
Kashima Soccer Stadium (カシマサッカースタジアム) je víceúčelový stadion sloužící zejména pro fotbal v Kašimě. Pojme 40 728 diváků. Kromě toho stadion slouží jako kulturní zařízení s možností pořádání koncertů. Tento stadion využívá při koncertních turné mnoho zpěváků a hudebníků.  Domácí zápasy zde hraje fotbalový klub Kashima Antlers
Vyvolávalo vhodné místo pro účast v J. League, proto bylo v roce 1991 rozhodnuto postavit nový stadion a v březnu 1993 byla výstavba dokončena. V té době měl asi kapacitu pro 15 000 diváků a byl prvním stadionem v Japonsku postaveným výhradně pro fotbal. První zápas se zde konala 4. května 1993 mezi domácím týmem Kashima Antlers a Fluminense FC z Brazílie. Stadion byl vybrán pro hostování několik zápasu v Mistrovství světa ve fotbale 2002, které se konalo v Japonsku a Jižní Koreji. Proto byl stadion rozšířen a v květnu 2001 byl dokončen. Při Letních olympijských hrách v roce 2020 v Tokiu se zde budou konat zápasy ve fotbale.